# Melaphe corrupta
Melaphe corrupta är en mångfotingart som beskrevs av Carl Graf Attems 1944. Melaphe corrupta ingår i släktet Melaphe och familjen Xystodesmidae. Inga underarter finns listade i Catalogue of Life.